# KuGou
KuGou（クーゴウ、中国語: 酷狗音乐、KuGou Music）は、中華人民共和国広東省広州市に本社を置く音楽配信プラットフォームを運営する企業である。テンセント・ミュージック傘下の、中国の3つのフリーミアム音楽配信サービスの内の1つである。月間アクティブユーザー数は4億5000万人を超えている。中国最大のオンライン音楽サービスであり、市場シェアは28%である。

## 歴史
2004年に中国初の音楽配信サイトとして開始。数千万人以上のユーザーによって魅了されることになる。
2006年、広東省広州市にて広州酷狗計算机科技有限公司を設立。北京市と上海市に支社を置き、従業員数は1,000人を超えた。
2008年、音楽モバイルクライアントアプリケーションが開発され、ダウンロード数が急増した。
2012年、歌手の庄心妍は、KuGou Live（中国語: 酷狗直播。旧：Fanxing〈中国語: 原繁星网〉）を立ち上げた。オンラインで音楽パフォーマンスやコンサート、音楽バラエティショーを視聴と同時に対話することに参加することが可能となっている（後に後述するKuwoでも同様の機能を開始）。
2017年、テンセントはチャイナ・ミュージック・コーポレーションを買収したことにより、傘下の音楽サービス部門と統合し、独立子会社としてテンセント・ミュージック・エンターテイメント・グループを設立した。これにより、同じ音楽配信サービスであるQQ音楽、Kuwo、およびカラオケサービスのWeSingと共に同企業傘下のサービスとなる。

## 特徴
権利者との契約に基づきテンセント・ミュージックが所有する他の音楽配信サービスと同様、中国本土以外からは再生できないようになっている。
同じくテンセント・ミュージックが所有する他の音楽配信サービスと同様に、主な有名歌手の楽曲の一部の再生については、有料会員サービスであるVIPメンバーへの加入が必要となっている。

### 使用方法
Microsoft WindowsおよびmacOSでは、ウェブブラウザでは一部の機能が制限されており、完全な利用にはアプリのインストールが必要になる。
iOS版およびiPadOS版はApp Storeからのアプリの入手がApple Accountの国または地域名が中国本土に設定されている場合のみに限定されている。また、PC版と同様にモバイル専用ウェブブラウザでは一部の機能が制限されている。
アプリの起動時には「Hello! KuGou（Hello! 酷狗）」の音声が流れる（設定でオン/オフに変更することが可能）。